# 大野村 (青森県)
大野村（おおのむら）は、かつて青森県にあった村。

## 沿革
- 1889年（明治22年）4月1日 - 町村制施行により東津軽郡大野村の一部、細越村、安田村が合併し、大野村が発足。
- 1932年（昭和7年）6月1日 - 大字大野の一部を分離し青森市に編入。
- 1954年（昭和29年）5月3日 - 青森市に編入され消滅。